# Azerbaïdjan aux Jeux mondiaux de 2017
Cet article contient des informations sur la participation et les résultats de l' Azerbaïdjan aux Jeux mondiaux de 2017 à Wrocław en Pologne.

## Médailles

### Or
| Sport             | Discipline             | Sportifs                |
| Médaille d'or : 1 |                        |                         |
| Karaté            | Hommes - Kumite -60 kg | Firdosi Farzaliyev (en) |

### Argent
| Sport                 | Discipline                      | Sportifs                                       |
| Médaille d'argent : 1 |                                 |                                                |
| Trampoline            | Femmes - Trampoline synchronisé | Sviatlana Makshtarova (en) Veronika Zemlianaia |

### Bronze
| Sport                  | Discipline | Sportifs |
| Médaille de bronze : 0 |            |          |